# Giro di Campania 1962
Il Giro di Campania 1962, trentesima edizione della corsa, si svolse il 29 marzo 1962 su un percorso di 262,2 km. La vittoria fu appannaggio dell'italiano Silvano Ciampi, che completò il percorso in 7h02'00", precedendo il belga Jos Hoevenaers ed il connazionale Vincenzo Meco.
Sul traguardo di Napoli almeno 78 ciclisti portarono a termine la competizione. 

## Ordine d'arrivo (Top 10)
| Pos. | Corridore         | Squadra              | Tempo    |
| ---- | ----------------- | -------------------- | -------- |
| 1    | Silvano Ciampi    | Philco               | 7h02'00" |
| 2    | Jos Hoevenaers    | Philco               | s.t.     |
| 3    | Vincenzo Meco     | San Pellegrino Sport | s.t.     |
| 4    | Arnaldo Pambianco | Ignis                | s.t.     |
| 5    | Giovanni Garau    | Ignis                | a 10"    |
| 6    | Noè Conti         | Philco               | s.t.     |
| 7    | Vito Favero       | Torpado              | a 12"    |
| 8    | Antonio Bailetti  | Carpano              | a 26"    |
| 9    | Adriano Zamboni   | Molteni              | a 30"    |
| 10   | Gaudenzio Tonoli  | Philco               | s.t.     |